# 我是柏林人
52°29′06″N 13°20′40″E / 52.484932°N 13.344395°E
「我是柏林人」（德語：Ich bin ein Berliner，德語發音：[ˈʔɪç ˈbɪn ʔaɪn bɛɐ̯ˈliːnɐ]）是1963年6月26日美國總統約翰·肯尼迪在西柏林演講中的一句名言，该演说亦被逐渐冠名为“我是柏林人”演说。當時正值冷戰，柏林牆已開始建造，西柏林被東德包圍。
这一部份演說內容為：
|  |  |  |

譯文：兩千年前最自豪的句子是「civis Romanus sum」（我是羅馬公民）。今天，在自由世界，最自豪的句子是「Ich bin ein Berliner」（我是柏林人）……所有自由人，無論生活在哪裡，都是柏林的公民。因此，身為自由人，我以「Ich bin ein Berliner」感到自豪！
以德語說出「我是柏林人」這句子，是甘迺迪在最後才想到的。他走上舍恩贝格市政厅時，向翻譯員羅伯特·洛赫納請教這句子的德語說法，以小紙張標下讀音，并練習了幾次。该演说中除了「Ich bin ein Berliner」以德语说出之外，还有一句「Lasst sie nach Berlin kommen」(“让他们来柏林看看”）同样用德语说出。

## 原文翻译
|  | 二千年以前，最自豪的夸耀是“Civis Romanus sum”［「我是罗马公民」］，今天，自由世界最自豪的夸耀是“Ich bin ein Berliner”［「我是柏林人」］。 世界上有许多人确实不懂，或者说他们不明白什么是自由世界和共产主义世界的根本分歧。让他们来柏林吧。有些人说，共产主义是未来的潮流。让他们来柏林吧。有些人说，我们能在欧洲或其他地方与共产党人合作。让他们来柏林吧。甚至有那么几个人说，共产主义确是一种邪恶的制度，但它可以使我们取得经济发展。「Lasst sie nach Berlin kommen.」［「让他们到柏林看看」］ 自由有许多困难，民主亦非完美，然而我们从来不用建造一堵墙把我们的人民关在里面，不准他们离开我们。我愿意我的同胞们——他们与你们远隔千里住在大西洋彼岸——说，他们为能在远方与你们共有过去十八年的经历感到莫大的骄傲。我不知道还有哪一个城镇或都市被围困十八年仍葆有西柏林的这种生机、力量、希望和决心。全世界都看到，柏林墙最生动最明显地表现出一种失败。但我们对此并不感到称心如意，因为柏林墙既是对历史也是对人性的冒犯，它拆散家庭，造成妻离子散骨肉分离，把希冀统一的一个民族分成两半。 这个城市的事实也用于整个德国——只要四个德国人中有一个被剥夺了自由人的基本权利，即自由选择的权利，那么欧洲真正持久的和平便绝无可能实现。经过保持和平与善意的十八年，这一代德国人终于赢得自由的权利，包括在持久和平中善所有的人民，实现家庭团聚和民族统一的权利。你们住在受到保护的一座自由之岛上，但你们的生活是大海的一部分。因此让我在结束讲话时请求你们抬起目光，超越今日的危险看到明天的希望；超越这道墙看到正义的生平来临的一天；超越你们自己和我们自己看到全人类。自由是不可分割的，只要一人被奴役，所有的人都不自由。当所有的人都自由了，那时我们便能期待这一天的到来：在和平与希望的光辉中这座城市获得统一，这个国家获得统一，欧洲大陆获得统一。当这一天最终来临---它必将来临---时，西柏林人民将能对这一点感到欣慰：几乎二十年时间里他们站在第一线。 一切自由人，不论他们住在何方，皆是柏林市民，所以作为一个自由人，我为“Ich bin ein Berliner”这句话感到自豪。 |

## 背景

四国分区占领柏林

蘇軍在第二次世界大戰時攻佔柏對德國首都嚴加控制。起初柏林分為四區，分別由法國、英國、美國和蘇聯管治。蘇軍封鎖柏林時，美軍以空運的方式為柏林居民提供糧食。
後來，由法英美控制的三區儼然成為西德的外飛地，被東德完全包圍（正式來說，西柏林不屬於西德；柏林全市在兩德統一前都受盟軍軍法統治）。1952年起，東西之間的邊境關閉，只有柏林分界仍然開放。成千上萬的東德人經西柏林轉投西方，流失的勞動力足以使東德經濟崩潰。
1961年，国务委员会主席烏布利希領導的東德政府在西柏林周圍樹立了一堵佈滿尖刺的圍牆，東德政府稱之為「反法西斯防衛牆」，聲稱圍牆用於防止西德「法西斯政權」的間諜和特工進入東方，這就是柏林牆，全世界絕大部分意見都認為這是用於防止東德市民逃亡。數個月後，圍牆改以混凝土建造，「死亡地帶」的建築物被拆毀，由東德守衛持機槍駐守。柏林牆建立後，柏林從原本東歐移民到西歐最簡單的地方變成了最難的地方。1962年，彼得·费希特尔因嘗試越過圍牆，成為第一個死在圍牆前的東德人。
包括美國在內的西方陣營被指責沒有致力阻止圍牆樹立。1961年7月25日，即美軍4月豬灣入侵古巴失敗後不久，甘迺迪發表總統演說，重申美國擁有「四國權利」，會堅決防衛西柏林，但同時表示無法阻止蘇軍繼續佔領東德。

## 结果与反响

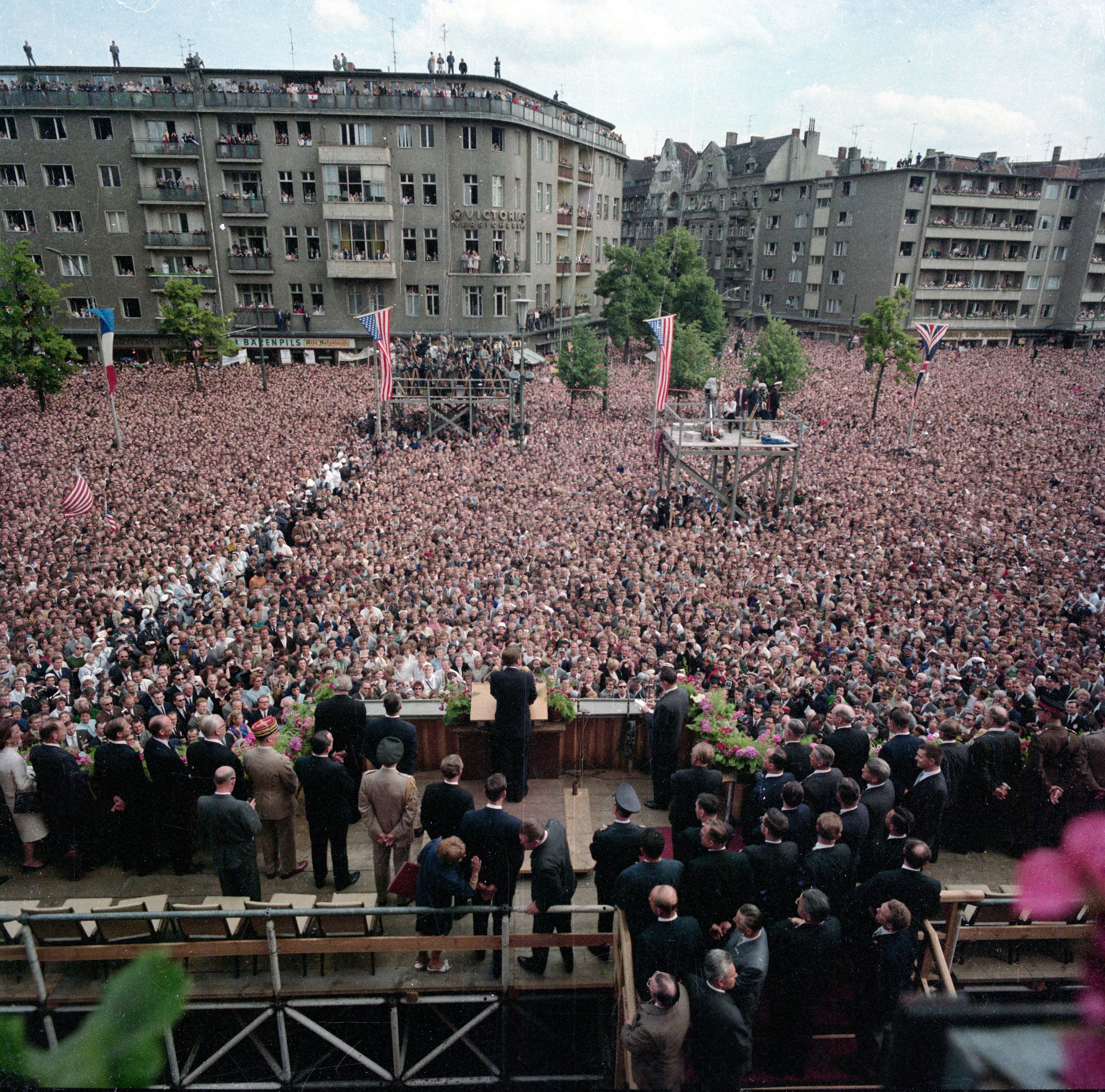
美國總統肯尼迪在西柏林演講當時情況

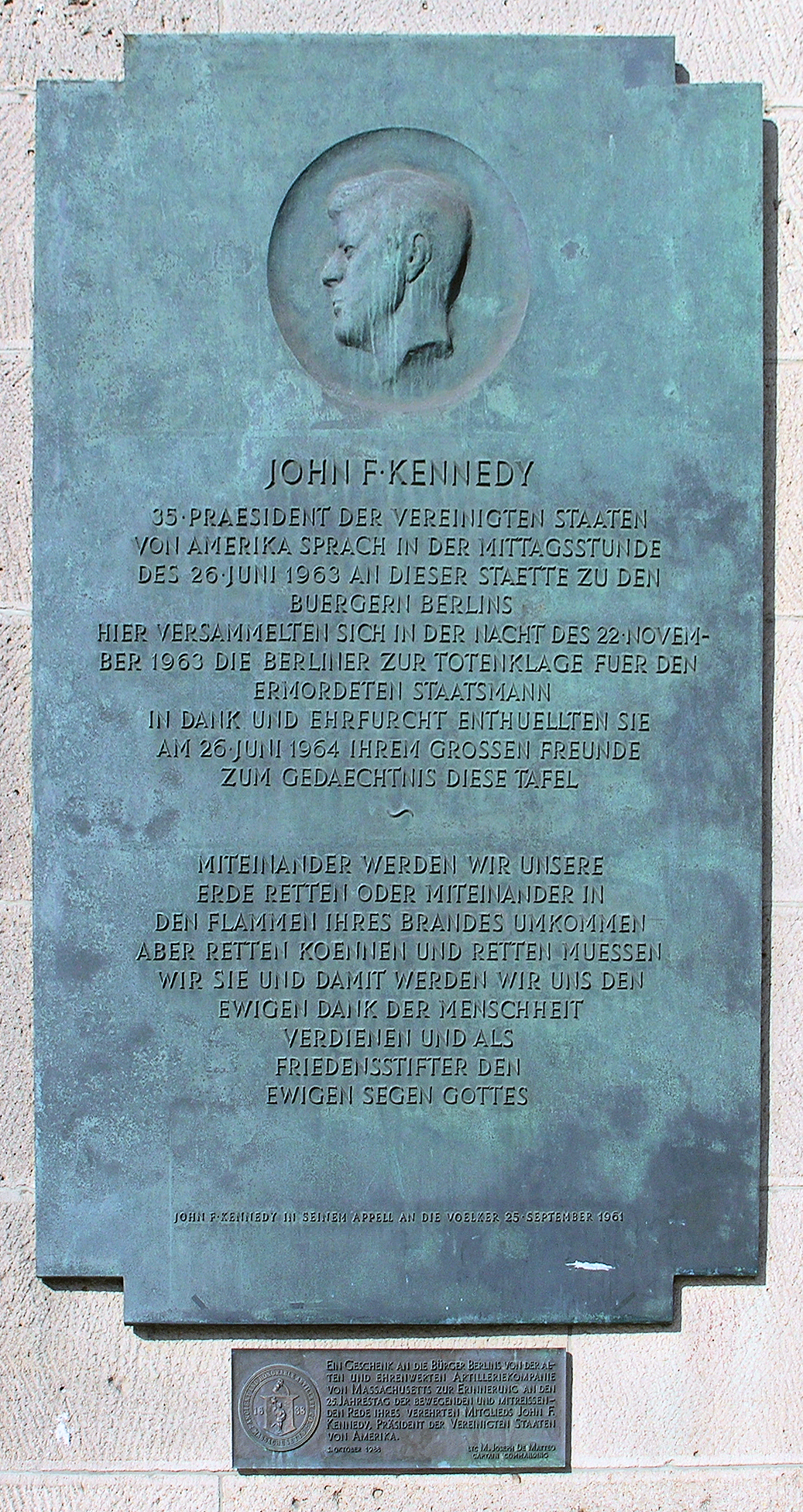
舍讷貝格市政廳正門前紀念甘迺迪演說的銘牌

尽管西柏林的人民对于这次演讲的反响十分积极，但苏联对于挑衅意味的“让他们来柏林看看”这句话十分不满。因为仅在两週前，肯尼迪刚在另一场演说中向苏联表示了善意，并在演说中表示“我们将缓和与苏联的关系”。作为对“我是柏林人”演说的回应，尼基塔·赫鲁晓夫在几天后回应肯尼迪的发言中说：“这世界上可能有两个肯尼迪总统在做演讲。”
罗纳德·里根受该演讲影响，于24年后在西柏林作了“推倒這堵牆！”的另一场演说。
这场演讲的原始录像被储存于国家档案和记录管理局。

## 都市傳說

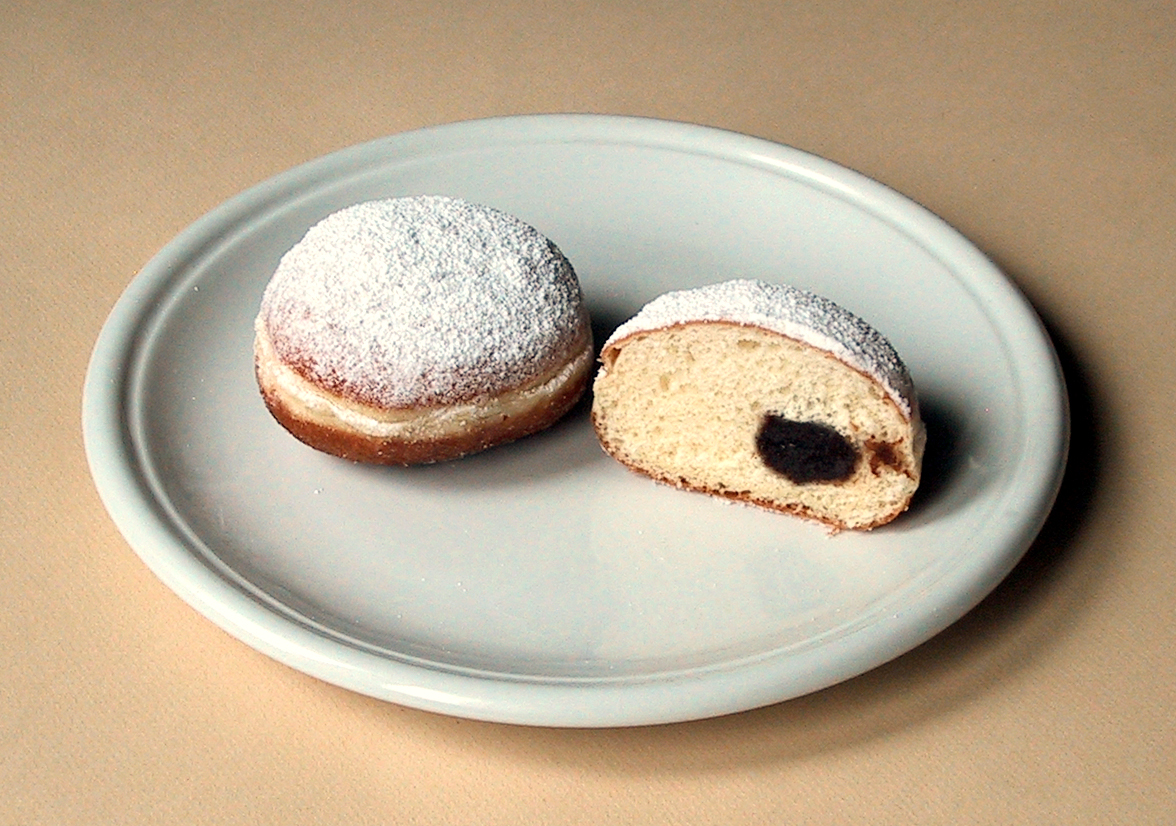
柏林果醬包

根據都市傳說，甘迺迪的「Ich bin ein Berliner」一句犯了語法錯誤，這句子的意思是「我是『柏林果醬包』」，而非「我是柏林人」。「Berliner」是一種可能源於柏林的甜點。
甘迺迪應該說，表示「我是柏林人」。多了不定冠詞「ein」，他的話就表示他不是人類的Berliner，即「我是柏林果醬包」。
德語語法中，提及一個人的職業或住處時，應略去不定冠詞「ein」；然而，由於甘迺迪運用的是象徵手法，故必須加上「ein」，反而是不正確的：因為他不是真的來自柏林，只是以此表達和柏林市民團結一致。
這都市傳說的起緣不明。1983年出版的間諜小說《柏林遊戲》（Berlin Game）中，主角說出這句話：
我說：這是個笑話。Berliner 是柏林果醬包。甘迺迪總統作出那著名的宣告後當天，柏林的漫畫家一整天都在畫會說話的柏林果醬包。

《紐約時報》的一篇書評明顯視這句話為真，補上了甘迺迪的聽眾感到有趣的細節： 
就是甘迺迪總統說的話，整個城市的市民都樂透了，因為「Berliner」在當地用語中是個柏林果醬包。
1988年，威廉·米勒在4月30日《紐約時報》一篇文章寫道：
約翰·F·甘迺迪總統在柏林圍牆前使用德國詞組的事，值得一再提起。他身旁的作家認為，宣告自己為柏林的象徵市民會很美妙。所以，他們所不知道，但很容易發現的是，當地市民從不自稱「Berliners」。他們把那詞語用來稱呼一種通常在早餐時吃的受歡迎甜點。故此，雖然柏林市民明白和欣賞總統慷慨激昂的演說所表達的情感，但聽到總統說「我是柏林果醬包」時也不禁竊笑。
事實上，米勒把事實剛好說反了：柏林市民的確自稱「Berliner」，而從不以「Berliner」稱呼柏林果醬包。在德國其他地方稱為「Berliner」的甜點，在柏林和附近只稱作「Pfannkuchen」（鬆餅）。因此，德國其他地方留意到這歧義，甘迺迪在柏林的聽眾卻沒有留意。總而言之，正確表達了甘迺迪要說的意思。

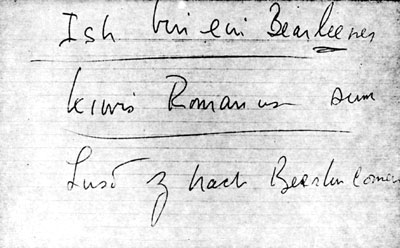
甘迺迪以英語標出德語和拉丁語詞組的讀音

雖然傳言不實，但很多英語傳媒都一再重複，這些傳媒包括：BBC的《來自美國的信》節目、《衛報》、 MSNBC、CNN、《時代雜誌》、《紐約時報》，也在英語作家诺曼·戴维斯和肯尼思·戴维斯（Kenneth C. Davis）講述德國的書中提及，甚至連語音合成標記語言的說明書也有。
演講辭經在德國學習的羅伯特·洛赫納校訂，也在西柏林市長勃蘭特等很多德國人面前排練過。當天的錄影和錄音顯示演說完結後，在場只有熱烈的掌聲；後來出現的笑聲，出現在甘迺迪打趣地感謝翻譯員把他的德語句子翻譯成德語之時。
演講中出現了兩次，並以此作結。甘迺迪說的不是標準德語，而是帶有波士頓口音的英語「ish bin ein Bearleener」讀音。

## 衍生事件
2020年9月1日，捷克参议院议长维斯特奇尔在中华民国立法院发表演讲，仿照肯尼迪当年，在演讲末尾称「我是台湾人」。

## 外部連結
- Übersetzung der Rede von US-Präsident John F. Kennedy vor dem Rathaus Schöneberg am 26. Juni 1963 （页面存档备份，存于）, berlin.de
- about.com文章 （页面存档备份，存于）
- John F. Kennedy Letter On Success of Trip to Europe 1963 （页面存档备份，存于） Shapell Manuscript Foundation
- Text: Kennedy's Berlin speech text （页面存档备份，存于）